# Li Tchoan King
Li Tchoan King (of Li-Tchoan King), China 6 mei 1904 - Toulon 19 augustus 1971, was een van origine Chinese dammer, die vanaf 1925 in Frankrijk woonde. Li Tchoan King was Internationaal Grootmeester en werd Frans kampioen in 1953 en 1954. Hij deed drie keer mee aan de wereldkampioenschappen dammen, in 1931 werd hij met Maurice Raichenbach gedeeld vierde en in  1952 en in 1956 werd hij tiende. Tchoan King was meervoudig kampioen van Parijs.